# Tajo-Eisenbahnbrücke (Alcántara-Stausee)
Die Tajo-Eisenbahnbrücke, offiziell der Viaducto del río Tajo ist eine Beton-Bogenbrücke im spanischen Abschnitt der geplanten Schnellfahrstrecke Lissabon–Madrid.

## Lage
Das Bauwerk steht in der Nähe von Cáceres, Extremadura und überbrückt den Tajo bzw. den Arm des Alcántara-Stausees, in dem der Fluss aufgegangen ist. Etwa 540 m westlich steht die Doppelstockbrücke der N-630 und der Eisenbahn. Ungefähr 2,8 km östlich stehen die beiden Bögen der Puente Arcos de Alconétar, der Autobahnbrücke der A-66.

## Beschreibung
Die zweigleisige, insgesamt 1488 m lange Eisenbahnbrücke besteht aus einem Stahlbetonbogen mit einer Stützweite von 324 m und einem Überbau aus einem aufgeständerten Spannbeton-Hohlkasten. Sie wird mit bis zu 350 km/h befahren.
Die Tajo-Eisenbahnbrücke ist nach der nahegelegenen Almonte-Eisenbahnbrücke auf der gleichen Strecke eine der größten Eisenbahn-Betonbogenbrücken in Europa, die weltweit lediglich in der Volksrepublik China von der 2016 fertiggestellten Qinglong-Eisenbahnbrücke über den Beipan Jiang in der Provinz Guizhou und der Qiubei-Nanpanjiang-Brücke in Yunnan übertroffen werden.
Sie wurde von Carlos Fernández Casado, S. L. entworfen und von dem Joint Venture COPISA-COPASA ausgeführt. Dabei musste berücksichtigt werden, dass der Stausee weder durch die Bauarbeiten noch durch die fertige Brücke beeinträchtigt werden durfte. Der große Bogen musste deshalb außerhalb des Stausees gegründet und im Freivorbau mit Hilfsabspannung und auf den Bogenabschnitten stehenden Turmdrehkranen ausgeführt werden. Der Fahrbahnträger wurde mit Vorschubrüstungen von beiden Seiten aus erstellt.
Der Stahlbetonbogen ist ein Hohlkasten, dessen Maße von 6,0 m Breite und 3,5 m Höhe am Scheitel auf 12,0 m Breite und 4,0 m Höhe an den Kämpfern zunimmt. Aus aerodynamischen Gründen wurden seine Ecken abgeflacht.
Die Länge der Brücke von 1488 m teilt sich in folgende Felder auf: 45 + 9×60 + 57 + 324 + 57 + 7×60 + 45 m. Der Abstand der Ständer auf dem Bogen beträgt ebenfalls 60 m.
Der Fahrbahnträger besteht aus einem einzelligen Spannbeton-Hohlkasten mit einer gleichbleibenden Höhe von 3,9 m und einer 5,0 m breiten Bodenplatte. Die Fahrbahnplatte ist 14 m breit, wovon 10,1 m auf die beiden Gleise, je 0,2 m auf die Schotterhaltemäuerchen und je 1,7 m auf die beidseitigen Gehwege entfallen.